# Donnie Steele
Donnie Steele (Des Moines, 31 dicembre 1967) è un chitarrista e bassista statunitense, noto per essere stato il primo chitarrista degli Slipknot, con i quali pubblicò il demo Mate. Feed. Kill. Repeat..

## Biografia
Prima di entrare negli Slipknot, Donnie faceva parte dei Body Pit insieme a Mick Thomson, Paul Gray e Anders Colsefni.
Attualmente risiede a Des Moines insieme alla moglie Joni Lawler e ai suoi tre figli. Steele è inoltre insegnante di chitarra al Central Iowa Music Instruction di Des Moines.
Nel 2011, in seguito alla morte del bassista Paul Gray, Steele ritornò negli Slipknot esclusivamente come turnista per i concerti che il gruppo ha tenuto tra il 2011 e il 2012, pur suonando da dietro le quinte. Successivamente ha partecipato alle registrazioni dell'album .5: The Gray Chapter, dividendosi le parti di basso con i chitarristi Jim Root e Mick Thomson.

## Discografia
- 1996 – Mate. Feed. Kill. Repeat. (demo)